# Chile na Zimowych Igrzyskach Olimpijskich 1956
Chile na Zimowych Igrzyskach Olimpijskich 1956 reprezentowało troje zawodników - tylko mężczyzn. Wszyscy wystartowali w narciarstwie alpejskim.
Był to trzeci start reprezentacji Chile na zimowych igrzyskach olimpijskich.

## Narciarstwo alpejskie
Mężczyźni
- Vicente Vera
  - zjazd – 41. miejsce
  - gigant slalom – 72. miejsce
  - slalom – 44. miejsce

- Sergio Navarrete
  - gigant slalom – 78. miejsce
  - slalom – nie ukończył

- Arturo Hammersley
  - gigant slalom – 79. miejsce
  - slalom – 51. miejsce